# Wilbert Roget II
Wilbert Roget II (Philadelphia, 7 december 1983) is een Amerikaans componist van computerspelmuziek. Hij werd bekend door de muziek van onder meer Mortal Kombat 11, Call of Duty: WWII en Lara Croft and the Temple of Osiris.
Rogets muziek won meerdere prijzen en nominaties van de Game Audio Network Guild en de Academy of Interactive Arts & Sciences.

## Biografie
Roget begon op jonge leeftijd met het bespelen van de piano. Hij raakte geïnspireerd door de muziek in Japanse rollenspellen en anime, en behaalde in 2005 een graad in de muziek.
Hij startte zijn carrière bij computerspelontwikkelaar LucasArts in 2008, waar hij muziek schreef voor de Star Wars-franchise.
Rond 2014 werd Roget freelance componist en schreef muziek voor grote speltitels als Mortal Kombat 11 en Call of Duty: WWII.
Naast het componeren van muziek voor computerspellen is Roget ook actief in academische muziekprogramma's aan het conservatorium in San Francisco en andere Amerikaanse universiteiten.

## Computerspellen
Titels van spellen waar Roget geheel of gedeeltelijk de muziek voor componeerde.
- Star Wars: The Force Unleashed (2008)
- Star Wars Battlefront: Elite Squadron (2009)
- Star Wars: The Old Republic (2011)
- Lara Croft and the Temple of Osiris (2014)
- Guild Wars 2: Path of Fire (2017)
- Call of Duty: WWII (2017)
- Destiny 2: Forsaken (2018)
- Mortal Kombat 11 (2019)
- Vader Immortal: A Star Wars VR Series (2019)
- Call of Duty: Mobile (2020)
- Mortal Kombat 1 (2023)
- Helldivers II (2024)
- Pacific Drive (2024)
- Star Wars: Outlaws (2024)

## Prijzen en nominaties
| Jaar | Computerspel                        | Prijs          | Categorie                                                                     | Resultaat   |
| ---- | ----------------------------------- | -------------- | ----------------------------------------------------------------------------- | ----------- |
| 2012 | Star Wars: The Old Republic         | GANG Award     | Beste Instrumentale Muziek                                                    | Gewonnen    |
| 2014 | Lara Croft and the Temple of Osiris | D.I.C.E. Award | Buitengewone Prestatie in Originele Muziekcompositie                          | Genomineerd |
| 2018 | Call of Duty: WWII                  | GANG Award     | Beste Interactieve Score, Beste Instrumentale Nummer en Beste Soundtrackalbum | Gewonnen    |